# Je te retrouverai (film, 1942)
Pour plus de détails, voir Fiche technique et Distribution.
Je te retrouverai (Somewhere I'll Find You) est un film américain en noir et blanc réalisé par Wesley Ruggles, sorti en 1942.

## Synopsis
Au début de la Seconde Guerre mondiale, deux frères, correspondants de guerre, se disputent l'amour d'une femme reporter. Ils la retrouveront plus tard en Indochine dans un orphelinat.

## Fiche technique
- Titre français : Je te retrouverai
- Titre original : Somewhere I'll Find You
- Réalisation : Wesley Ruggles
- Scénario : Marguerite Roberts d'après une histoire de Charles Hoffman
- Adaptation : Walter Reisch
- Musique : Bronislau Kaper, Daniele Amfitheatrof, Mario Castelnuovo-Tedesco et Lennie Hayton
- Direction artistique : Cedric Gibbons
- Costumes : Robert Kalloch
- Photographie : Harold Rosson
- Montage : Frank E. Hull
- Producteur : Pandro S. Berman
- Société de production et de distribution : MGM
- Pays de production :  États-Unis
- Format : noir et blanc — 35 mm — 1,37:1 — son : mono (Western Electric Sound System)
- Genre : guerre, drame romantique
- Durée : 108 minutes
- Dates de sortie : 
  - États-Unis : 27 août 1942 (New York)
  - France : 8 février 1950

## Distribution
- Clark Gable : Jonathon 'Jonny' Davis
- Lana Turner : Paula Lane
- Robert Sterling : Kirk 'Junior' Davis
- Patricia Dane : Crystal McRegan
- Reginald Owen : Willie Manning
- Lee Patrick : Eve 'Evie' Manning
- Charles Dingle : George L. Stafford

Acteurs non crédités
- Van Johnson : lieutenant Wade Hal
- Molly Lamont : l'infirmière Winifred
- Miles Mander : Floyd Kirsten
- Rags Ragland : Charlie, le masseur
- Tamara Shayne : Mama Lugovska
- Keenan Wynn : le sergent Tom Purdy

## Autour du film
- Trois jours après le début du tournage, l'épouse de Clark Gable, l’actrice Carole Lombard, trouve la mort dans un accident d’avion. Le tournage du film est interrompu pendant cinq semaines.
- Il s'agit de dernier film que tourne Clark Gable pour plusieurs années car il s'enrôle dans l'armée de l’air américaine et est envoyé au front.

## Source
- Je te retrouverai et l'affiche francophone du film, sur EncycloCiné